# Močvirje, Škocjan
Močvirje je naselje v Občini Škocjan.